# 賴特縣 (密蘇里州)
賴特縣（英語：Wright County）是美國密蘇里州南部的一個縣。面積1,769平方公里。根據美國2000年人口普查，共有人口17,955人。縣治哈特維爾（Hartville）。
成立於1841年1月29日，縣名紀念紐約州州長、眾議員、參議員賽勒斯·賴特（Silas Wright）。

## 地理
根据美国人口调查局数据赖特县总面积为1769平方公里，其中陆地面积为1767平方公里，水域面积为三平方公里，占总面积的0.15%。

### 周边县
- 拉克利德县（北）
- 得克萨斯县（东）
- 道格拉斯縣（南）
- 韦伯斯特县（西）

### 重要公路
- 美国国道60
- 密苏里州道5
- 密苏里州道38
- 密苏里州道95

## 人口
根据2000年的人口普查賴特縣有17,955名居民，分7081个户，5020个家庭，人口密度为每平方公里10人。其中97.61%的人是美洲白人、0.28%是非裔美国人、0.66%是美洲土著人、0.14%是亚裔美国人、0.01%是太平洋土著人、0.27%是其它人中、1.04%是混血儿。西班牙裔和其它拉丁美洲裔的人占0.77%。
县内的7081个户中有33.1%有18岁以下的未成年人、58.5%是结婚夫妇、8.8%是带孩子的单身妇女、29.1%不是家庭、26.3%是单身汉、13.3%有65岁以上的老年人。平均每户2.5人，每个家庭的平均大小为3.01人。
县内的人口结构为27.2%在18岁以下、8.2%在18至24岁之间、25.3%在25至44岁之间、22.8%在45至64岁之间、16.5%在65岁以上。平均年龄为38岁。女子对男子的性别比为100：94.3。成年人的性别比为100：90.6。
每户的平均年收入为24,691美元，家庭的平均年收入为29,923美元。男子的平均年收入为24,876美元，女子为17,608美元。人均年收入为13,135美元。17.3%的家庭和21.7%的人口生活在贫困线以下，其中包括29.1%的未成年人和17.6%的老年人。